# Alphonse Davanne
Louis Alphonse Davanne (1824-1912) est un chimiste, un enseignant, un inventeur et un photographe primitif français, cofondateur de la Société française de photographie en 1854.

## Biographie
Alphonse Davanne est le fils de Marie Élisa Laurent, issue d'une famille de tabletier, et Louis André Davanne, marchand tailleur demeurant à Paris rue Saint-Honoré. Mariée à Cécile Languillet, il est le père de Maurice Davanne, conservateur à la bibliothèque Sainte-Geneviève et oncle de Francis Picabia.
Chimiste de formation, Davanne commence par donner des cours à des ouvriers puis, à partir de 1852, se consacre à l'étude des procédés photographiques, à leur amélioration, à la conservation des épreuves ainsi qu'à l'invention de nouveaux appareils de prise de vue. Son activité de chercheur va durer 50 ans, période durant laquelle il devient une personnalité incontournable du monde photographique. 
Au tout début des années 1850, il fréquente brièvement un cercle d'amateurs de nouveaux procédés photographiques (comme le calotype, l'impression à l'albumine, le collodion humide), celui formé au Caffè Greco à Rome, composé de Giacomo Caneva, du comte Frédéric Flachéron, d'Eugène Constant, d'Alfred-Nicolas Normand et de Thomas Sutton.
En 1854, il fait partie des membres fondateurs de la Société française de photographie, puis l'année suivante, il entreprend avec Aimé Girard des recherches sur le mode de formation et de constitution des épreuves photographiques en vue de déterminer les causes de leurs altérations et de proposer des solutions pour les revivifier, travaux que les deux hommes mènent à bien jusqu'en 1863, développant entre autres un procédé d'images tirées en positif. Davanne améliore les découvertes de Charles-Louis Barreswil et Noël Paymal Lerebours en ce qui concerne l'utilisation du bitume de Judée dans l'élaboration du procédé photolithographique, autrement dit de la photogravure : Davanne est, avec Édouard Baldus, Roger Fenton et Henri Le Secq, l'un des inventeurs pionniers de ce nouveau procédé. Il remporte par deux fois le prix du duc de Luynes fondé en 1856 et destiné à récompenser les membres méritants de la Société française de photographie.
Durant les années 1860, il parcourt d'abord la Normandie et la baie de Somme afin de fixer photographiquement les villes du Tréport, Le Havre, Dieppe et Trouville, puis l'année suivante, la Provence. Ses prises de vue de Menton servent alors à illustrer l'ouvrage L'Hiver à Menton d'Alphonse de Longperier-Grimoard (1862).
Davanne fut toute sa vie durant un passeur et un vulgarisateur, on peut dire qu'il invente en France la pédagogie des techniques photographiques : de 1876 à 1911, il enseigne à l'école des ponts et chaussées pour sensibiliser les élèves ingénieurs aux techniques photographiques ; à partir de 1879, il donne un cours à la Sorbonne, et en 1891, au conservatoire des arts et métiers.
Il est président du jury pour la photographie à l'exposition universelle de 1878 puis en 1889 et à nouveau en 1900.

### Distinctions et titres
- Président d'honneur de la Société française de photographie
- Membre du conseil de l'Union centrale des arts décoratifs
- Membre d'honneur de la Royal Photographic Society
- Chevalier de la Légion d'honneur (1878)
- Officier de la Légion d'honneur (1889)
- Chevalier de l'ordre de Léopold de Belgique

## Galerie

Photographies d'Alphonse Davanne
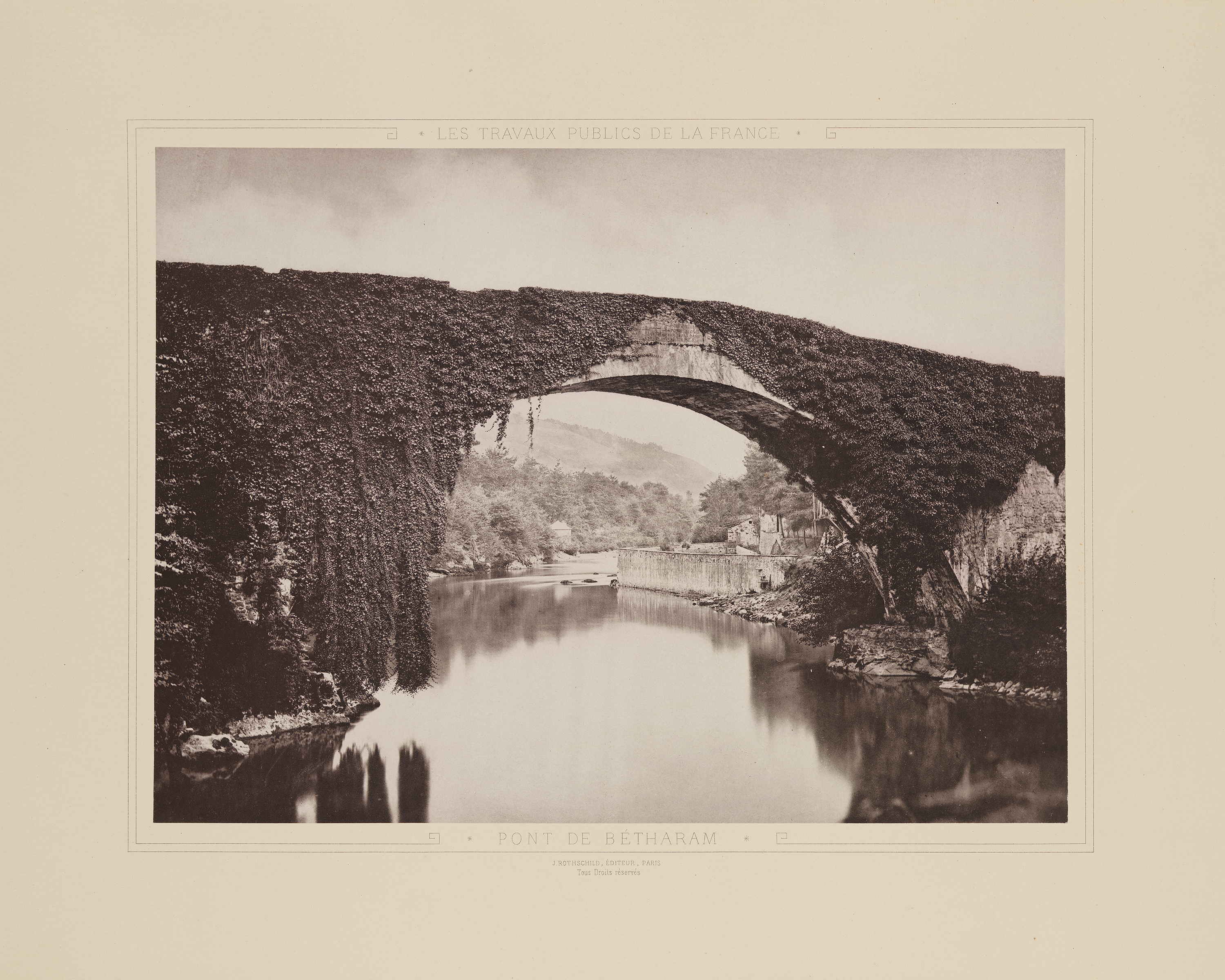
Collotype du Pont de Betharam (1883).
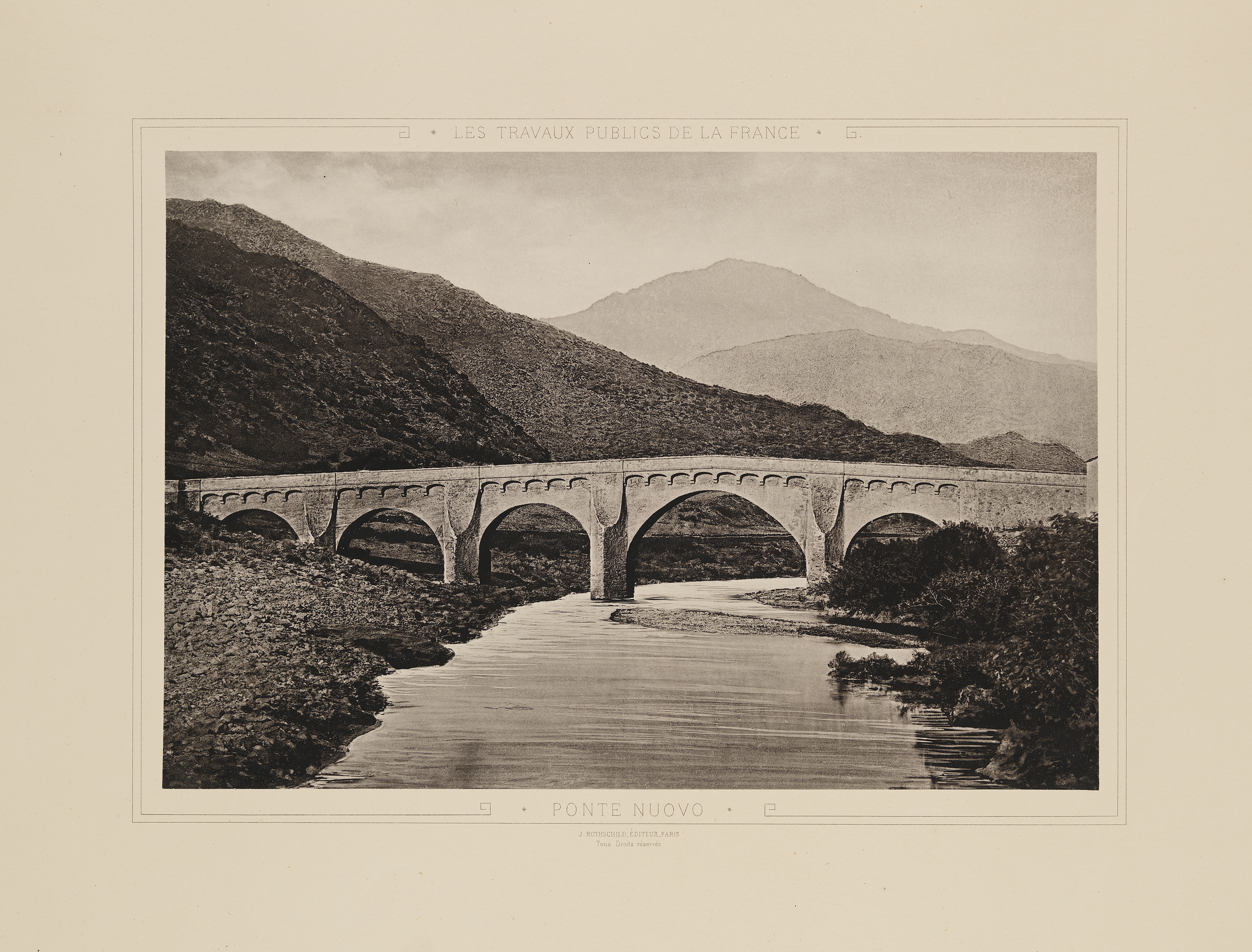
Ponte Nuovo (Corse, 1883).

## Écrits
- Chimie photographique contenant les éléments de chimie expliqués par les manipulations photographiques, la gravure et la lithophotographie avec Barreswil, Paris, Mallet-Bachelier, 1854
- avec Aimé Girard : Recherches théoriques et pratiques sur la formation des épreuves photographiques positives : mémoire présenté à l'Académie des sciences et à la Société française de photographie, Paris, Gauthier-Villars, 1864, VI-152 p. (Lire en ligne).
- Les progrès de la photographie, résumé comprenant les perfectionnements apportés aux divers procédés photographiques pour les épreuves négatives et les épreuves positives..., 1877
- Impressions photographiques aux encres grasses analogues à la lithographie, 1877
- Catalogue de l'exposition de gravures anciennes et modernes, 1881
- De la photographie appliquée aux sciences, 1881
- Notice sur la vie et les travaux de A. Poitevin, Paris, Gauthier-Villars, 1882
- Les Travaux publics de la France, Paris, Jules Rothschild, 1883
- Nicéphore Niepce, inventeur de la photographie, conférence faite à Chalon-sur-Saône pour l'inauguration de la statue de Nicéphore Niepce, le 22 juin 1885
- La Photographie, 1886-1888
- Protection due aux œuvres photographiques et leur assimilation aux œuvres artistiques, 1904